# Bonnie Hart
Bonnie Hart es una artista, cineasta y activista de los derechos humanos de los intersexuales australiana, nacida con el síndrome de insensibilidad a los andrógenos y presidenta de Intersex Peer Support Australia. Hart actúa a nivel nacional e internacional y da conferencias sobre cuestiones intersexuales. En 2016, Gay News Network de Australia la incluyó entre sus "25 personas LGBTI a seguir en 2017".

## Biografía
Hart describe cómo le dijeron que experimentó "formación sexual heteronormativa desde una edad muy temprana", a través de múltiples intervenciones médicas intersexuales. A pesar de haber dado su consentimiento de niña, desconocía las implicaciones a lo largo de su vida. Hart describe cómo el estigma "prepara el terreno" para este tipo de intervenciones: "Existe el temor de que las personas se adapten mal porque sus cuerpos son diferentes, y ese temor, unido a la ignorancia de las realidades de lo que es vivir como adulto con esos cuerpos sin cirugía, perpetúa el proceso de intervención quirúrgica". Durante su infancia, Hart desconocía que su hermana, Phoebe Hart, también padecía el síndrome de insensibilidad a los andrógenos.

## Trayectoria
Hart es una artista vanguardista y dinámica, multidisciplinaria, que combina cine digital y analógico, música y artes visuales. Es cofundadora de la Venting Gallery y de la Foundation for Contemporary Music and Culture de Brisbane, Queensland, y actúa con grupos como X-wave y The Unaustralians. En el documental autobiográfico Orchids, My Intersex Adventure (Orquídeas, mi aventura intersexual), Hart y su hermana se enfrentan a las traumáticas cicatrices emocionales de sus primeras operaciones y al secretismo asociado a ellas.

## Activismo
Hart es presidenta de Intersex Peer Support Australia. Ha aparecido en numerosos videos cortos, incluso para QLife y la National LGBTI Health Alliance, y SBS. y ha sido entrevistada en numerosas ocasiones, incluso en televisión nacional.